# 꿍
꿍(본명: 유병준, 1993년 6월 26일 ~ )은 대한민국의 전직 스타크래프트, 리그 오브 레전드 프로게이머이다. 현재 프로게임단 지도자로 활동하고 있다. 선수 시절 포지션은 스타크래프트는 프로토스, 리그 오브 레전드는 미드라이너였다. 아이디는 Ggoong을 사용했다.

## 선수 시절

### 스타크래프트
스타크래프트 프로게이머 시절에는 KT.MGW)Grape이라는 아이디를 사용하였으며, 종족은 프로토스였다. 2009년 상반기 드래프트를 통해 이스트로의 4차 지명으로 팀에 입단했고, 신한은행 프로리그 09-10 5라운드 초반에 공식전 데뷔전을 치렀다. 하지만 2010년 10월, 이스트로가 해체되면서 자연스럽게 팀 동료들과 함께 팀을 나오게 되었다.
이스트로 선수단 공개 드래프트를 통해 삼성전자 칸에 영입되었다. 개인리그에서는 ABC마트 MSL 2011에서는 8강에, 티빙 스타리그 2012에서는 16강에 진출했다.
스타크래프트 프로리그에서는 신한은행 프로리그 10-11에는 13승 12패로 나름 반타작을 한 성적으로 시즌을 마쳤지만, 바로 다음 시즌인 SK플래닛 스타크래프트 프로리그 시즌 1에서는 1승 5패라는 형편없는 성적으로 시즌을 마치면서 바로 전 시즌의 포스를 보여주지 못했다. SK플래닛 스타크래프트 II 프로리그 시즌 2에서는 시즌 개막 이후 통 출전이 없었고, 시즌이 진행 중이던 2012년 6월 15일, 진로 변경을 이유로 스타크래프트 프로게이머를 은퇴하였다. 이후 리그 오브 레전드 프로게이머로 전향하였다.

### 리그 오브 레전드
2013년 5월 7일, 나진 화이트 실드에 입단하면서 리그 오브 레전드에서의 커리어를 시작했다.
2013-2014 윈터 시즌에서 좋은 모습을 보이며 팀의 4강 진출에 기여했다. 2014 스프링 시즌에서도 팀의 에이스로 활약하며 팀의 준우승에 기여했다. 서머 시즌에서는 챔피언스에서 일찍 탈락했지만 NLB에서 4강에 진출했다. 롤드컵 2014에 참가했으며 팀의 에이스로 활약하며 팀의 8강 진출에 기여했다.
2015 스프링 시즌에서는 팀이 부진하면서 탱크가 대신 출전했다. 서머 시즌에서는 반등에 성공하여 팀의 주전으로 활동했다.
2016시즌을 앞두고 중국 2부리그의 ZTR 게이밍에 입단했다.
2017시즌을 앞두고 단 게이밍에 입단했다.
2019시즌을 앞두고 VSG에 입단했다. 하지만 2019년 1월, 팀에서 퇴단했다.
2019년 9월, 팀 다이나믹스에 입단했다. 다이나믹스에서는 승강전을 치렀다. 하지만 승강전에서 부진하면서 팀 승격에 실패했다.

## 지도자 생활
2019년 12월 6일, 탑 e스포츠의 코치로 부임했다.
2020년 11월 30일, Gen.G의 코치로 부임했다. 2021시즌 종료 후 팀에서 퇴단했다.

## 소속팀

### 스타크래프트
| # | 팀명     | 소속 기간          | 소속 리그 | 비고 |
| - | -------- | ------------------ | --------- | ---- |
| 1 | 이스트로 | 2009.04~2010.04    |           |      |
| 2 | 삼성 칸  | 2010.10~2012.06.15 |           |      |

### 리그 오브 레전드 선수
| # | 팀명             | 소속 기간             | 소속 리그 | 비고 |
| - | ---------------- | --------------------- | --------- | ---- |
| 1 | 나진 화이트 실드 | 2013.05.07~2015.11.30 | LCK       |      |
| 2 | ZTR 게이밍       | 2015.12.25~2016.12    | LSPL      |      |
| 3 | 단 게이밍        | 2016.12~2018.11.23    | LSPL LPL  |      |
| 4 | VSG              | 2018.12.12~2019.01.15 | CK        |      |
| 5 | 팀 다이나믹스    | 2019.09.02~2019.11.27 | CK        |      |

### 지도자
| # | 팀명       | 직책 | 소속 기간             | 소속 리그 | 비고 |
| - | ---------- | ---- | --------------------- | --------- | ---- |
| 1 | 탑 e스포츠 | 코치 | 2019.12.06~2020.11.30 | LPL       |      |
| 2 | Gen.G      | 코치 | 2020.11.30~2021.11.16 | LCK       |      |

## 수상 내역

### 선수

#### 스타크래프트
- 2009년 제46회 스타크래프트 준프로게이머 선발전 입상
- 2011년 4월 ABC마트 MSL 2011 8강
- 2012년 Tving 스타리그 2012 16강

#### 리그 오브 레전드
- 이엠텍 나이스게임TV 리그 오브 레전드 배틀 스프링 2013 골든리그 8강
- SK텔레콤 LTE-A LoL 마스터즈 2014 4위
- 핫식스 리그 오브 레전드 챔피언스 스프링 2014 준우승
- 리그 오브 레전드 월드 챔피언십 2014 8강
- 2018년 신화 E스포츠 컨퍼런스 우승
- 내셔널 e스포츠 토너먼트 2018 준우승

### 지도자
- 리그 오브 레전드 프로리그 스프링 2020 준우승
- 2020 미드 시즌 컵 우승
- 리그 오브 레전드 프로리그 서머 2020 우승
- 리그 오브 레전드 월드 챔피언십 2020 4강
- 리그 오브 레전드 챔피언스 코리아 스프링 2021 준우승